# Gerbrandt, Junghans & Co.
Gerbrandt, Junghans & Co. war ein Zeitungsverlag in Kiel im frühen 20. Jahrhundert.

## Geschichte
Der Verlag Gerbrandt, Junghans & Co. bestand spätestens seit 1913 an der Fleethörn 1/3. Eigentümer waren die Kaufleute Ferdinand Gerbrandt und Guido Junghans.  Er gab die Kieler Neuesten Nachrichten heraus.
Später erschien dort auch die Kieler Zeitung.
1934 war Carl Friedrich Leonhardt allein haftender Eigentümer. Er musste den Verlag auf offiziellen Druck dann an seinen Schwiegersohn Kurt Friedrich übergeben.
1940 besaß dieser auch die Druckerei der Kieler Zeitung.
Um 1944 wurde der Verlag wahrscheinlich aufgelöst.
Im Verlag Gerbrandt, Junghans & Co. erschienen auch mindestens zwei Bücher der Kieler Neuesten Nachrichten.
- Die Kieler Universität und der Hamburger Universitätsplan. Eine Umfrage der Kieler Neuesten Nachrichten, 1913
- Wegweiser und Führer durch die nähere und weitere Umgebung der Stadt Kiel, [um 1928]